# Matteo Ricci
Pour les articles homonymes, voir Matteo Ricci (homme politique) et Ricci.
Matteo Ricci, en chinois simplifié : 利玛窦 ; chinois traditionnel : 利瑪竇 ; pinyin : Lì Mǎdòu, né le 6 octobre 1552 à Macerata et mort le 11 mai 1610 à Pékin, est un prêtre jésuite italien et missionnaire en Chine impériale. 
Il inaugura le processus d'inculturation du christianisme en Chine. La cause de sa béatification a été ouverte en 2010. Le 17 décembre 2022, le pape François signe le décret le déclarant Vénérable.

## Présentation
Matteo Ricci est l’un des premiers jésuites à pénétrer en Chine impériale, et à en étudier la langue et la culture. Acquérant une profonde sympathie pour la civilisation chinoise, il y est reconnu comme un authentique lettré et comme l'un des rares étrangers à être considéré comme père fondateur de l'histoire chinoise. Au « Millennium Center » de Pékin, le bas-relief consacré à l'histoire de la Chine ne comporte que deux noms étrangers, tous deux italiens : Marco Polo à la cour de Kubilaï Khan et Matteo Ricci qui, revêtu de l'habit de mandarin confucéen, scrute le ciel.
Ricci dessine des mappemondes qui font connaître aux Chinois le reste du monde, traduit en chinois des livres de philosophie, de mathématiques et d'astronomie. Inversement, il révèle à l'Occident Confucius et sa philosophie, promouvant de la sorte un dialogue culturel très fructueux avec les lettrés et les hommes de culture. 
Il incarne aussi la nouvelle démarche d'inculturation de la religion chrétienne en Chine telle que définie par Valignano. À l'ère de la mondialisation et des échanges interculturels généralisés, Matteo Ricci incarne ce que peut être un passeur et un pont entre la Chine et l'Occident.

## Biographie
Né d'un père pharmacien, dans une famille de treize enfants, il étudie à Macerata puis à l'école jésuite de Rome. Matteo Ricci entre au noviciat des jésuites le 15 août 1571 malgré l'opposition de son père. Il est étudiant au Collège romain où il suit l'enseignement de Christophorus Clavius.
Appelé à fonder une mission en Chine par le choix des pères jésuites Roger et Pasio, il quitte Rome pour Lisbonne (18 mai 1577) où il embarque pour l'Inde portugaise — c'est-à-dire Goa — où il termine sa formation sacerdotale et est ordonné prêtre le 25 juillet 1580. 

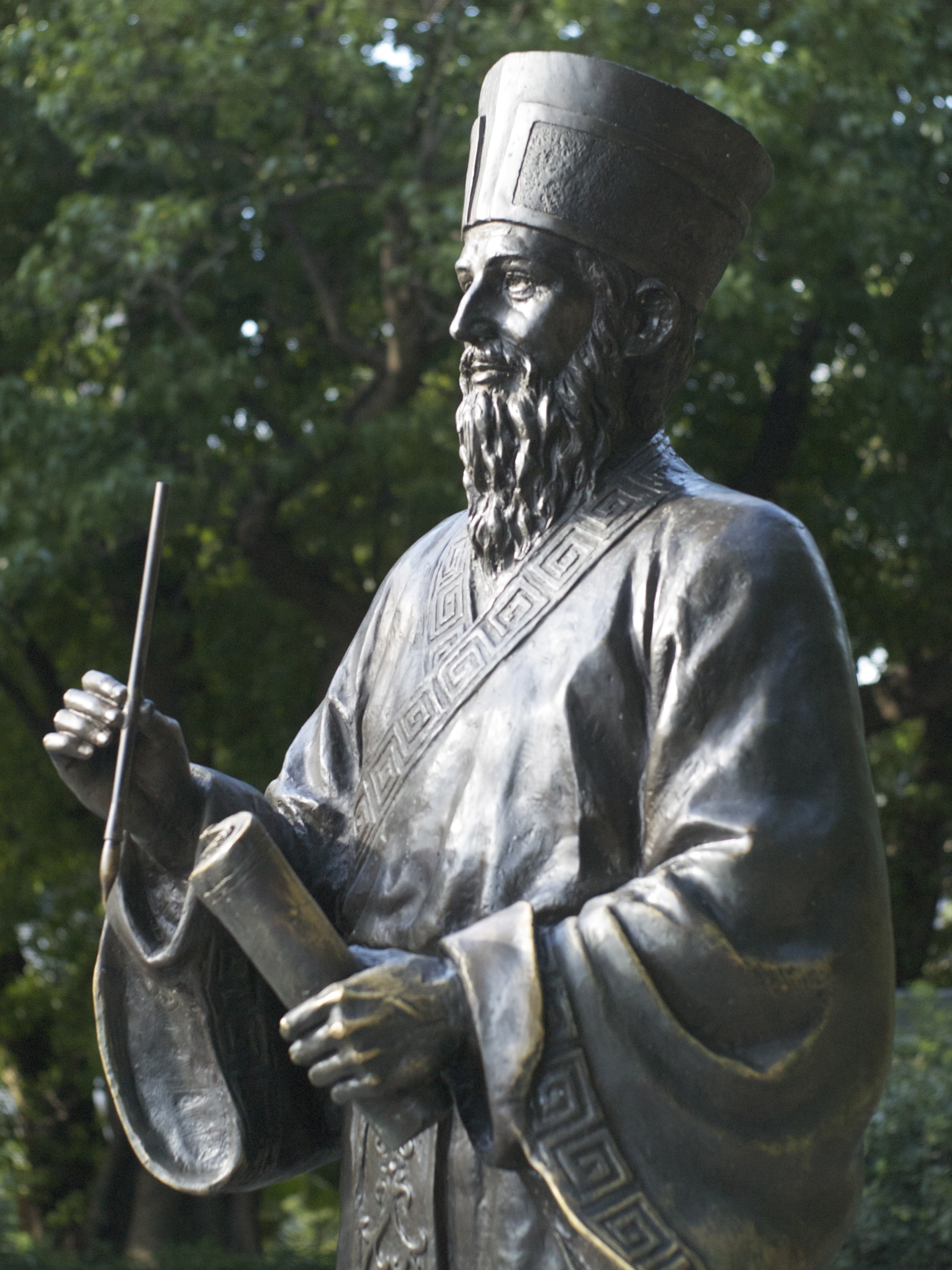
Statue de Matteo Ricci dans le parc de la colline de la forteresse à Macao.

Ricci arrive à Macao en août 1582. Il apprend diverses langues chinoises, ainsi que la langue écrite, le mandarin. Doué pour les langues — il en connaît déjà plusieurs — il se met à l'étude du chinois. Au bout de trois mois il se sent déjà à l'aise.
Il entre en Chine en 1583, en septembre lui et son compagnon sont reçus par le gouverneur Wang P'An qui les autorise à rester et leur donne un terrain au bord de la rivière pour construire deux maisons, l'une pour y résider et l'autre pour prier. 

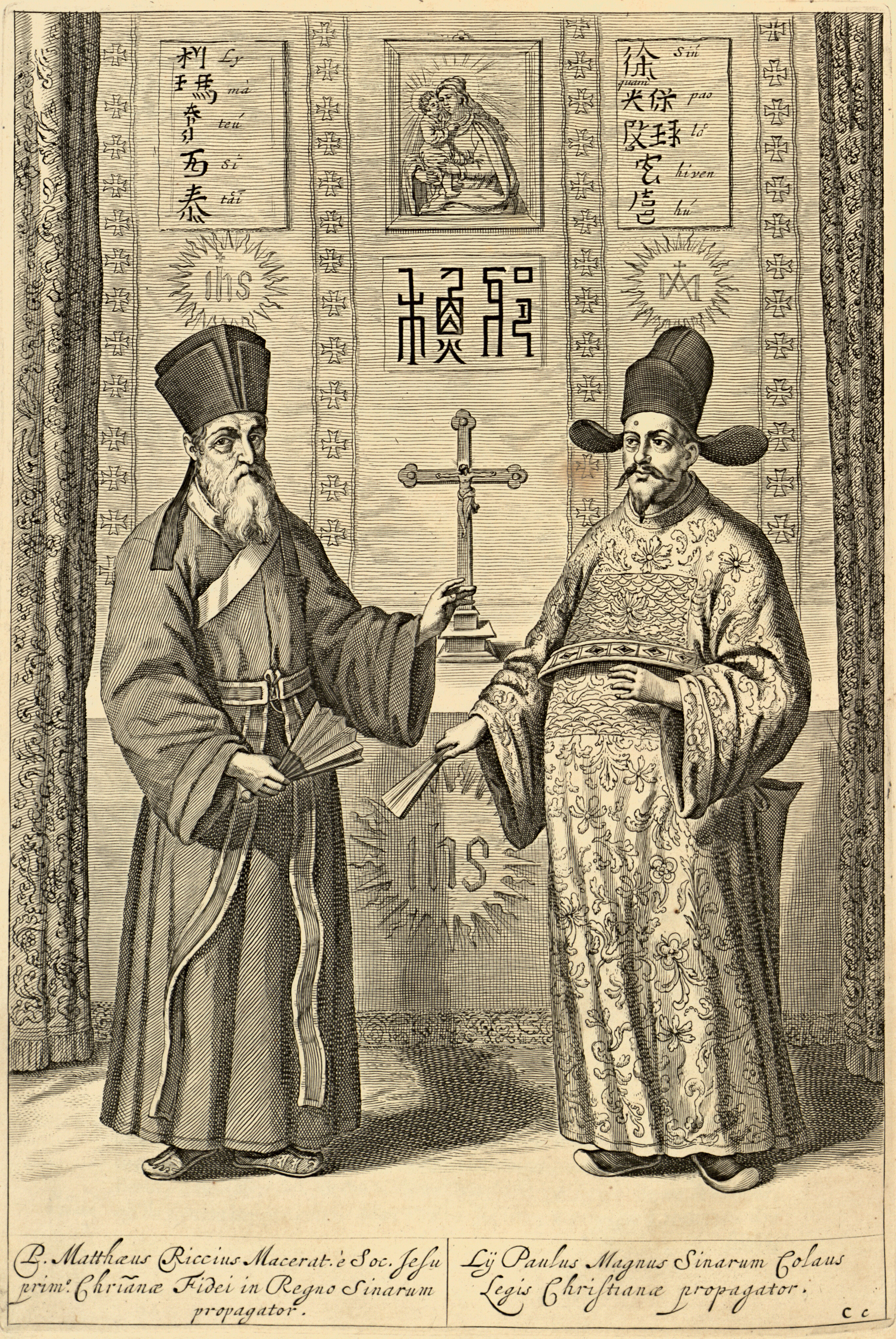
Matteo Ricci (à gauche) avec son ami mandarin Xu Guangqi (à droite).

Ainsi, ils s'installent à Zhaoqing, près de Canton. Il prêche dans la province de Canton. Il reste dix-huit ans dans le sud de la Chine, à proximité de Macao. Il écrit en chinois des ouvrages de géométrie et de morale religieuse, thèmes demandés. Il traduit également d'autres ouvrages.
Lui et un de ses compagnons jésuites, Michele Ruggieri, s'habillent d'abord en moines bouddhistes, puisqu'ils sont religieux, mais adoptent plus tard le vêtement des lettrés, ayant appris que les bonzes étaient généralement incultes et mal considérés. Il prend l'habitude de se présenter comme un religieux qui a quitté son pays natal dans le lointain Occident, à cause de la renommée du gouvernement de la Chine, où il désire demeurer jusqu'à sa mort, en y servant Dieu, le Seigneur du ciel. Auprès des lettrés, il parle de Dieu, utilisant la sagesse et les écrits confucéens, soulignant ce qui y est semblable au christianisme. Il parvient à entrer en contact avec des mandarins, grâce à ses grandes connaissances en mathématiques et en astronomie. C'est pourquoi l'habile diplomate peut avec ces soutiens chinois entreprendre le voyage vers Pékin en 1600.

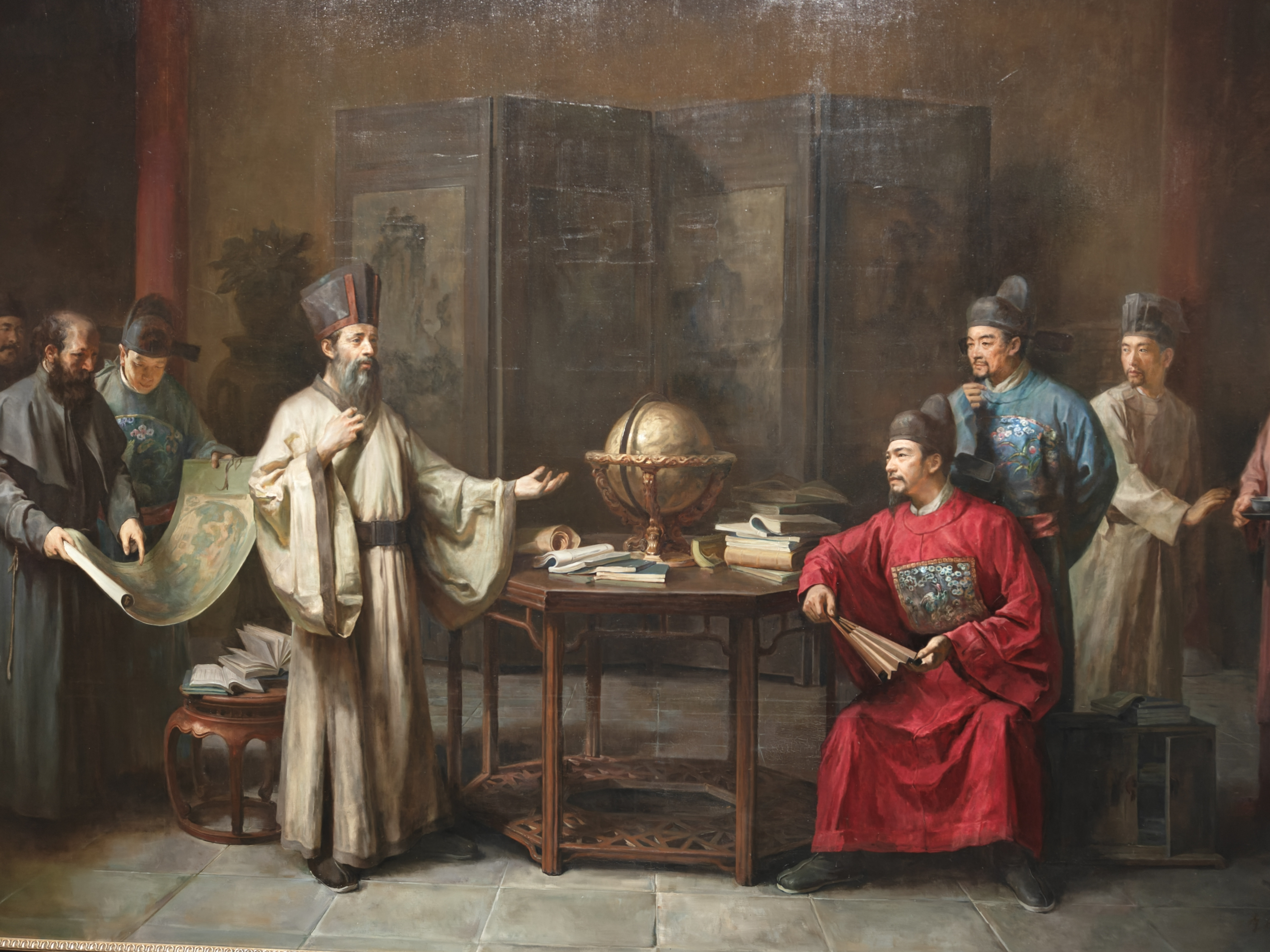
Matteo Ricci & Xu Guangqi.jpg - China Art Museum Shanghai -

En 1601, il est le premier Européen à être invité à la cour impériale de Pékin auprès de l'empereur Ming Wanli. L'invité est porteur de beaux présents : une épinette, une mappemonde et deux horloges à sonnerie. Sa rencontre avec les proches de l'empereur est à l'origine de l'essor de l'horlogerie moderne en Chine, au début de la dynastie Qing (1644-1911). Matteo Ricci enseigne les sciences au fils préféré de l'empereur. L'empereur s'étant montré ouvert aux Européens, de nombreux intellectuels chinois sont entrés dans un échange fructueux avec l'Occident, surtout dans les domaines scientifiques et culturels.
Comme l'astronomie, la philosophie et l'horlogerie, la musique est également utilisée pour faire passer son message et opérer des conversions religieuses tout en gagnant les bonnes grâces de l'empereur.

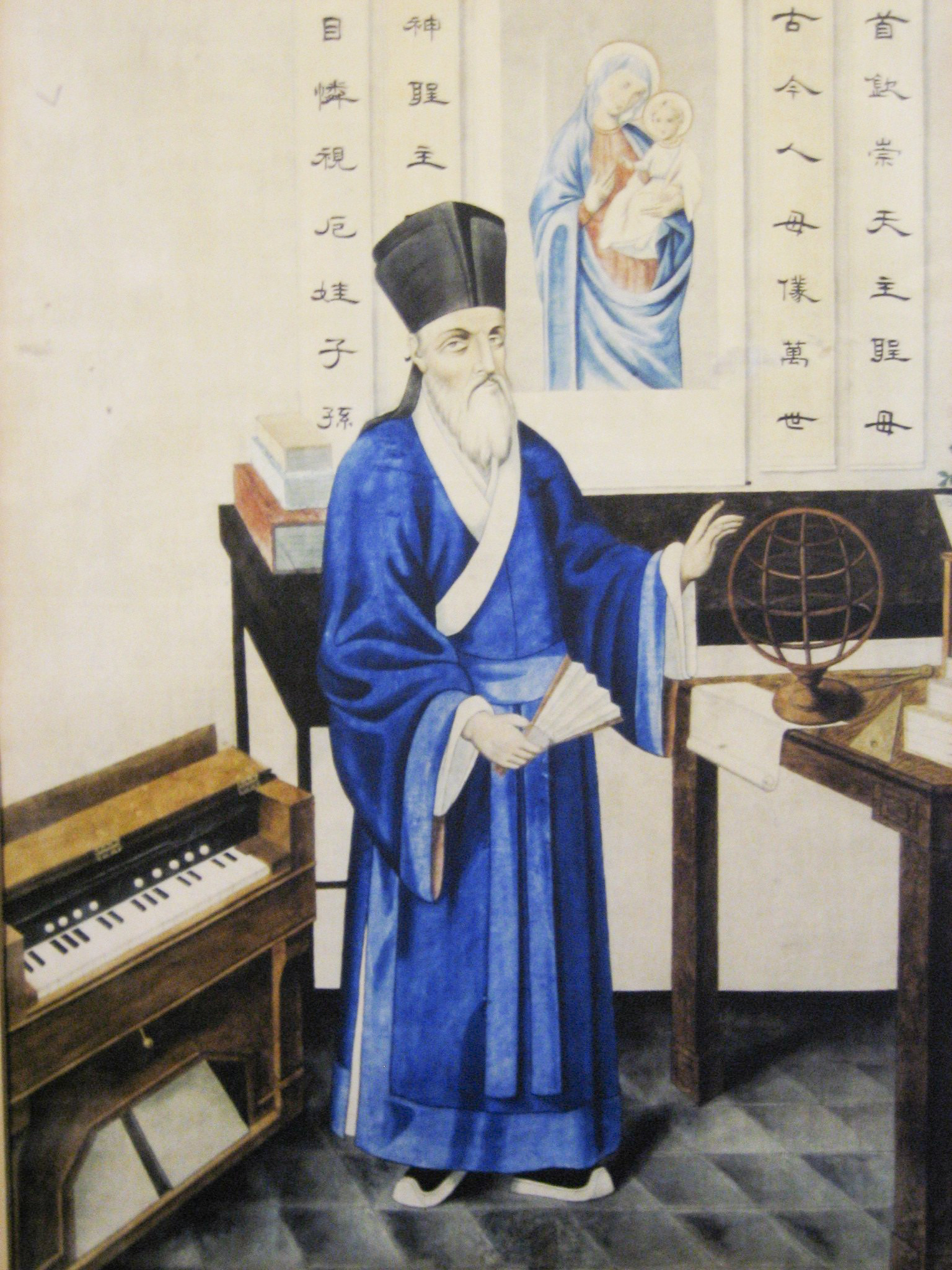

Il chante des airs édifiants, souvent sur des textes traduits en chinois. Il publie à Pékin en 1608 un recueil de huit airs avec accompagnement (西琴曲意; Xīqín qū yì : « Airs pour cithare européenne » - littéralement cithare occidentale, il peut s'agir également d'un clavecin ou d'un clavicorde). Le succès est grand : ses rééditions se succédèrent jusqu'au XIXe siècle. La musique en semble perdue, mais les paroles en chinois ont été conservées.
Matteo Ricci tisse des liens culturels et scientifiques importants avec le lettré Xu Guangqi dont il devient grand ami. Ce dernier se convertit au christianisme et est baptisé en 1603 sous le nom de Paul.
Ricci est le premier missionnaire chrétien des temps modernes, et premier Occidental, à avoir été aussi proche de l'empereur.

Ricci est considéré comme le fondateur de l'Église chinoise. Son travail et ses activités ont toujours eu une perspective d'évangélisation en profondeur, même s'il n'a pas cherché à baptiser en masse. En 1605, il fit édifier le Nantang, l'église du sud (actuel siège de l'évêché de Pékin). On estime à 2 500 le nombre de chrétiens chinois à sa mort. Et 9 des 18 jésuites œuvrant en Chine étaient Chinois. Mais ses efforts d'évangélisation furent partiellement compromis, plus tard, par la virulente querelle romaine, dite des « rites chinois ». Par faveur spéciale de l'empereur, un terrain fut accordé à la Mission à proximité de la Cité interdite pour qu'il y fût inhumé, comme il le souhaitait. C'est le cimetière Zhalan d'aujourd'hui.

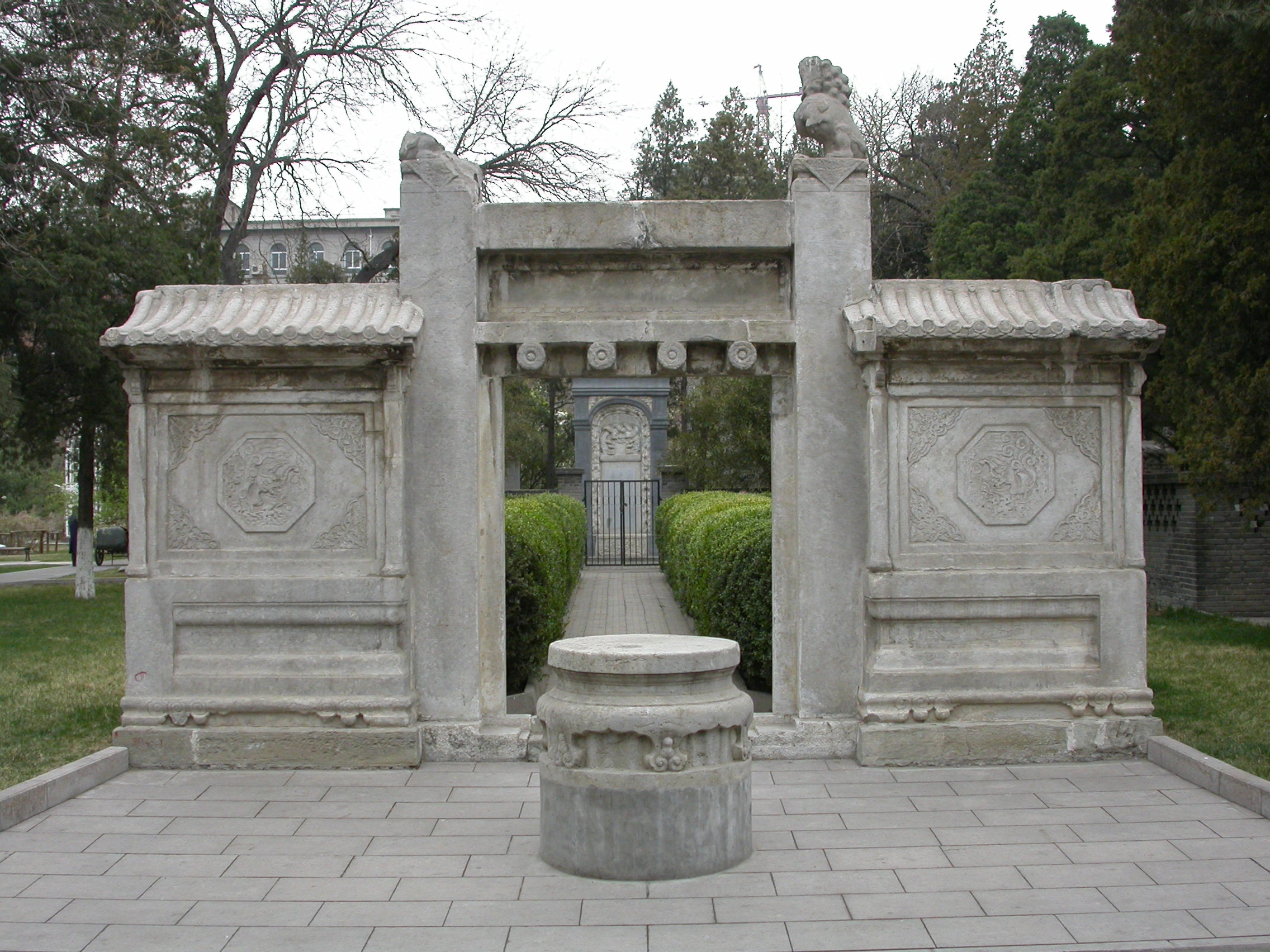
Le portail conduisant à la stèle funéraire de Matteo Ricci, à Pékin.
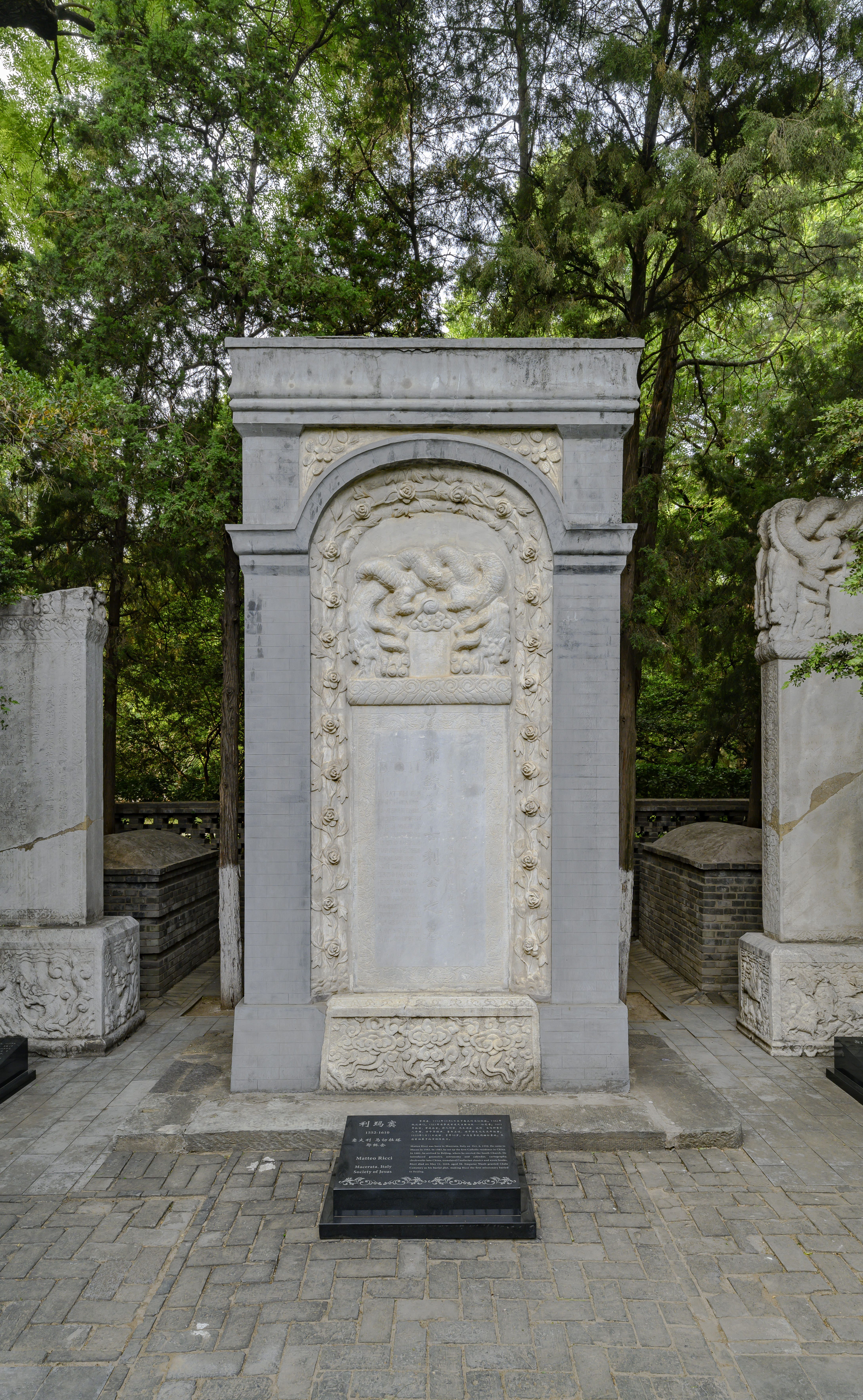
La stèle funéraire du premier jésuite à la cour impériale de Chine.
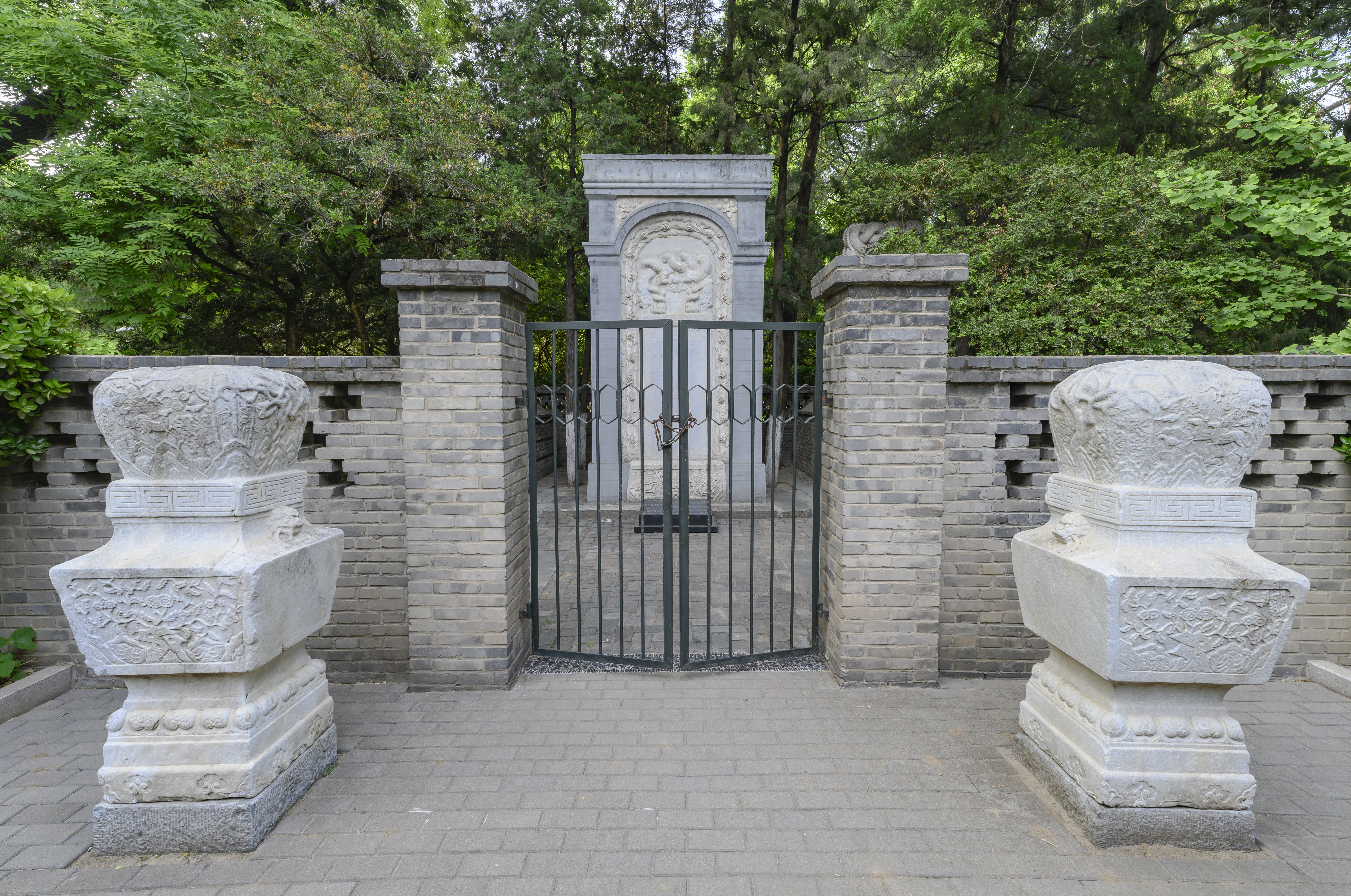
Le portail conduisant à la stèle funéraire de Matteo Ricci, à Pékin.

## La «méthode Ricci»
Alessandro Valignano (1539-1606) — maître des novices et visiteur jésuite en Asie de l'Est de 1574 à 1606 — avait défini la ligne de conduite des Jésuites en Chine. Matteo Ricci la met en application de manière novatrice, si bien que les générations suivantes de missionnaires la désignent sous l'appellation de « méthode Ricci » caractérisée par quatre principes directeurs :
1. Une politique d'ajustement ou d'adaptation à la culture chinoise : Valignano insiste pour que les jésuites présents connaissent la langue et la culture chinoise. Sans doute inspirés par l'expérience japonaise, les jésuites commencent par adopter la tenue des moines bouddhistes, puis s'adaptent davantage aux modes de vie et aux usages de l'élite confucéenne composée de lettrés et de fonctionnaires ;
2. La propagation de la foi et l'évangélisation par « le haut » : les jésuites s'adressent à l'élite instruite, estimant que si celle-ci, l'empereur et sa cour, se convertissait, l'ensemble du pays se rallierait au christianisme. Ricci étudie les classiques confucéens et, grâce à sa mémoire prodigieuse, devient un invité fort apprécié des cercles d'échanges philosophiques ;
3. La propagation indirecte de la foi chrétienne : l'exposé des sciences et techniques européennes doit attirer l'attention des Chinois instruits et les persuader du degré d'avancement de la civilisation européenne. Ricci présente une horloge, des tableaux qui utilisent la technique de la perspective, les écrits mathématiques d'Euclide, les travaux du mathématicien jésuite Christophorus Clavius (1538-1612), une mappemonde sur laquelle figurent les résultats des dernières découvertes ;
4. L'ouverture aux valeurs chinoises et la tolérance à leur égard : Ricci considère qu'il côtoie une société aux hautes valeurs morales, pour laquelle il éprouve une profonde admiration. Suivant la tradition humaniste, il estime que Confucius (552-479 av. J.-C.) est tout à fait comparable à « un autre Sénèque »[16],[17],[18]. Il plaide pour un retour au confucianisme initial qu'il considère comme une philosophie fondée sur la loi naturelle et qui contient l'idée de Dieu. Enfin, il adopte une attitude de tolérance envers les rites confucéens tels que le culte des ancêtres ou la vénération de Confucius, considérés comme des « rites civils ».

## Écrits
- Le Sens réel de "seigneur du ciel", les Belles Lettres, juin 2013[19].

- Traité de l'amitié, Éditions Noé, 2006, 78 p.  (ISBN 2-916312-00-5).
- Il rédige également ses Mémoires. Le père Nicolas Trigault y puise matière pour rédiger l'histoire des premières années de la mission jésuite en Chine, sous le titre De Christiana Expeditione apud Sinas (Lire en ligne), publié in quarto, à Augsbourg, en 1615.

## Béatification
La cause de sa béatification a été ouverte, au niveau diocésain, le 24 janvier 2010. Elle fut close le 10 mai 2013. Le dossier est maintenant étudié à Rome par la Congrégation pour la Cause des Saints. Il est donc considéré par l'Église catholique comme Serviteur de Dieu. Depuis 2011 la cause en béatification de son disciple et ami chinois Paul Xu Guangqi lui est associée avec le soutien de responsables jésuites, comme Anton Witwer, postulateur général de la Compagnie de Jésus avec l'aide du vice-postulateur en Chine, Benoît Vermander.
Le 17 décembre 2022, le pape François signe le décret le déclarant Vénérable.

## Hommage et héritage
- En 1935, l'union astronomique internationale a donné le nom de Riccius à un cratère lunaire.
- La Chine était connue depuis l'Empire romain, notamment avec la soie qui venait d'Orient ; Matteo Ricci permet à l'Europe d'identifier ce pays comme étant le Cathay décrit par Marco Polo. Il introduit en Chine la géométrie sphérique[21].
- Dans la religion populaire chinoise, Matteo Ricci est vénéré comme maître des horloges et protecteur des horlogers.
- Les Instituts Ricci ont été fondés par les Jésuites après leur retrait forcé de Chine continentale, pour poursuivre l'œuvre intellectuelle de Matteo Ricci.
- Le Grand Ricci (利氏漢法辭典), en français, est à ce jour le plus grand dictionnaire du chinois vers une langue occidentale. On doit également à Matteo Ricci la traduction des quatre livres du confucianisme[6].
- Les postes italiennes ont émis plusieurs timbres à l'effigie du père Ricci.

## Mappemonde de Matteo Ricci
Matteo Ricci est à l'origine de la dénomination actuelle de nombreux pays. Il profite de sa présence en Chine pour affiner la cartographie de cette région du monde et hésite longtemps avant de présenter à l'empereur une carte dont la Chine n'est pas le centre.

Mappemonde de Matteo Ricci et contour des côtes des terres australes.

Carte de Matteo Ricci.

## Année Ricci
En 2010 est célébrée, en Italie (Macerata et Rome), en Chine et en France, le 400e anniversaire du « jésuite du XVIe siècle qui nous a ouvert les portes de la Chine ».
En France, le douzième colloque international de sinologie a eu lieu les 27 et 28 mai 2010 sur le thème « L’échange des savoirs entre la Chine et l’Europe ».

#### Ouvrages anciens

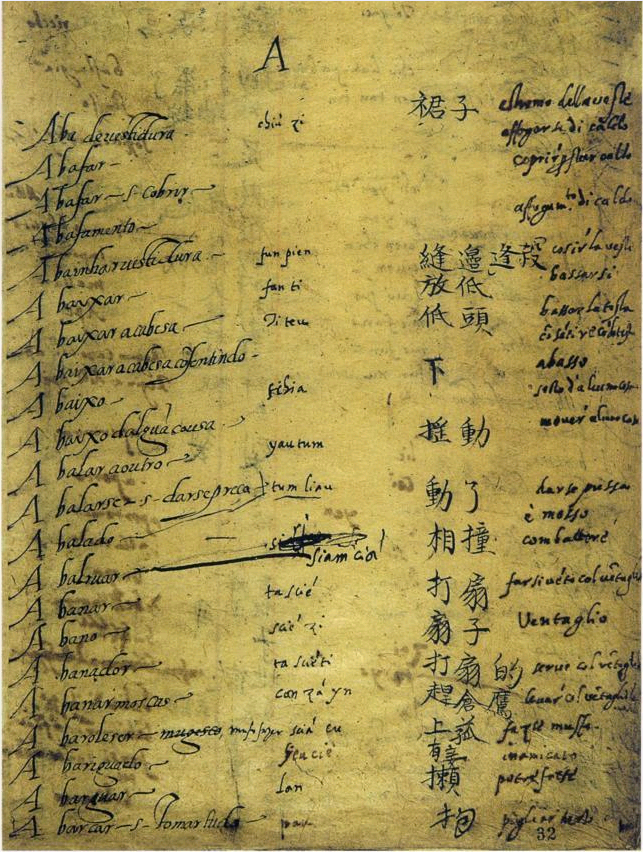
Dictionnaire portugais chinois de Ricci et Ruggieri.

- Histoire de l'expédition chrestienne au royaume de la Chine rédigée par Nicolas Trigault à l'aide des papiers laissés par Matteo Ricci, en latin [lire en ligne], traduction en français imprimée à Lyon en 1616, [lire en ligne] (bibliothèque de Lausanne), réédité dès 1617 [lire en ligne] (université de Tours) ; Édition moderne, Joseph Shih, Georges Bessière, Joseph Dehergne, Desclée de Brouwer, Paris, 1978.
- The Diary of Matthew Ricci, in Matthew Ricci, China in the Sixteenth Century, trans Louis Gallagher, (New York: Random House, 1942, 1970), as excerpted in Mark A. Kishlansky, Sources of World History, Vol. 1 (New York: HarperCollins, 1995), le journal de Matteo Ricci.
- Ricci, le P. Matthieu dans Biographie universelle ancienne et moderne de Michaud, 2e édition 1843 tome 35 page 555, en ligne sur Wikisource.

#### Ouvrages modernes
- Pierre-Jacques Charliat, Le temps des grands voiliers, tome III de Histoire Universelle des Explorations publiée sous la direction de L.-H. Parias, Paris, Nouvelle Librairie de France, 1957, p. 41
- Jonathan D. Spence, Le palais de mémoire de Matteo Ricci, Payot, 1986
- René Étiemble, L'Europe chinoise - I De l'Empire romain à Leibniz, Gallimard, 1988
- René Étiemble, L'Europe chinoise - II De la sinophilie à la sinophobie, Gallimard, 1989
- Li Mateou, l'horloge et le maître du ciel, biographie dans Jésuites de Jean Lacouture, volume 1 page 244, Le Seuil, 1991,  (ISBN 2-02-012213-8).
- Étienne Ducornet, Matteo Ricci, le lettré d'Occident, Ouvrage publié avec le concours du Conseil de l'Université de Fribourg, Collection « Petits Cerf Histoire » 1992.
- Jonathan D. Spence, La Chine imaginaire - Les Chinois vus par les Occidentaux de Marco Polo à nos jours, Presses de l'Université de Montréal, 2000.
- Vito Avarello, L'œuvre italienne de Matteo Ricci : anatomie d'une rencontre chinoise, Paris, Classiques Garnier, 2014, 738 p.  (ISBN 978-2-8124-3107-4)
- Le Cerf/Institut Ricci : Liang Shuming, Les idées maîtresses de la culture chinoise, Trad. Michel Masson
- Jacques Bésineau, Matteo Ricci — Serviteur du Maître du Ciel, Desclée de Brouwer, 2003
- Paul Dreyfus, Matto Ricci : le jésuite qui voulait convertir la Chine. Paris : Éditions du Jubilé-Asie, 2004. 274 p.  (ISBN 2-86679-380-3).
- Matteo Ricci et Confucius, Jean Charbonnier.- Missions Étrangères de Paris, no 450, mai 2010, pages 51–58
- Jean Sévillia, « Un jésuite chez l'empereur de Chine », Le Figaro Magazine, 3 juillet 2010
- Vincent Cronin, Le sage venu de l'Occident, Éditions Albin Michel, 1957 et 2010
- Michela Fontana, Matteo Ricci, Un jésuite à la cour des Ming, Éditions Salvator, 2010 (Grand Prix de la Biographie politique en 2010).
- An Huo, Lettres à Matteo Ricci, Bayard, 2010 (publié avec la caution scientifique et historique de l'Institut Ricci)
- Michel Masson, Matteo Ricci, un jésuite en Chine — Les savoirs en partage au XVIIe siècle, Éditions Facultés jésuites de Paris, 2010
- Matteo Ricci (1552-1610) une porte toujours ouverte entre Occident et Orient, Histoire et missions chrétiennes 2011/2 (n°18)

### Cartographie
- La Chine désignée comme le centre du monde sur une carte datant d'il y a 400 ans, Quotidien chinois
- (zh) Cartes du monde de Matteo Ricci existant en Chine, Cao W., Wen Wu, Pékin, 1983, no 12, p. 57-70, INIST
- « La carte du monde du P. Matteo Ricci (1602) et sa version coréenne (1708) conservée à Osaka », dans Journal asiatique, 1986, vol. 274, no 3-4, p. 417-454  (ISSN 0021-762X) DEBERGH M.INIST